# Ortuella
Ortuella város Spanyolországban,  Bizkaia tartományban. Ortuella Abanto-Zierbena, Santurtzi, Portugalete, Trapagaran és Galdames községekkel határos. Lakosainak száma 8629 fő (2024).

## Népesség
A település népessége az utóbbi években az alábbiak szerint változott:
| Lakosok száma | 8785 | 8644 | 8577 | 8520 | 8416 | 8410 | 8376 | 8395 | 8466 | 8629 |
|               | 2001 | 2004 | 2007 | 2009 | 2012 | 2014 | 2017 | 2019 | 2022 | 2024 |